# Hubert Sommerauer
Hubert Sommerauer (* 1957 in Ostermiething) ist ein österreichischer Maler und Grafiker.

## Leben und Wirken
Sommerauer studierte zunächst Rechtswissenschaften, Politologie, Publizistik und Kunstgeschichte. An der Internationalen Sommerakademie für Bildende Kunst Salzburg besuchte er Kurse bei Werner Tübke (1984), Uwe Bremer (1985) und Geoffrey Hendricks (1987). 
Der Künstler lebt und arbeitet in Salzburg und Linz. Er befasst sich mit Zeichnungen, Radierungen, Malereien, Objekten und Buchobjekten, Texten, Installationen und Performances. Seit den 1980er Jahren illustriert Hubert Sommerauer literarische Texte im Rahmen von originalgrafischen Buchausgaben und Mappenwerken, z. B. Lyrik von Georg Trakl und Hans Carl Artmann oder Prosa von Ernst Jünger und Robert Louis Stevenson. Hubert Sommerauer präsentiert seine Werke seit 1993 immer wieder in Einzel- und Gruppenausstellungen. Seine Arbeiten sind in privaten und öffentlichen Sammlungen zu finden (u. a. Österreichische Nationalbibliothek, Museum Carolino Augusteum, Scottish National Gallery of Modern Art, Edinburgh, Temple University, Pennsylvania).

## Einzelausstellungen
- Traumarbeit, Phantastenmuseum Wien, 2014
- Inside, Outside, Otherside, Kubin-Haus Zwickledt (Landesmuseum Oberösterreich), Wernstein, 2012
- T.RAUM, Grafik und Malerei 1982 bis 2007, Stadtgalerie im Stadtmuseum Deggendorf, 2007/2008[2]
- Katas-Trophäen, Galerie Seywald, Salzburg, 2007
- Routine ruins heady heads, Museumspavillon im Mirabellgarten Salzburg, 2006
- Strahlingrad, Landeskulturzentrum Ursulinenhof, Linz, 2006
- T’M BOOK TO BROOKLYN, Galerie der Stadt Traun, 2004
- T’M BOOK 2, Alfred Kubin-Museum, Zwickledt, 2002
- Raumnaht, Galerie Seywald, Salzburg, 2001
- Zeichnungen und Radierungen, Galerie Seywald, Salzburg, 1998
- Pfeilmalstellen, Galerie Thomas Flora, Innsbruck, 1997